# Tržec
Tržec este o localitate din comuna Videm, Slovenia, cu o populație de 323 de locuitori.